# 紐西蘭總督列表

新西兰总督旗帜

紐西蘭總督列表，旨在詳列所有新西兰总督的名稱、勳銜及其任期。

## 列表

### 新南威爾斯屬地時期
頭銜： 副總督（ Lieutenant- governor）
- 1840年1月30日－1841年5月3日：賀普遜，又譯威廉·霍布森船长 RN

### 英國皇家殖民地時期
头衔： 总督（Governor）
- 1841年5月3日－1842年9月10日：賀普遜，又譯威廉·霍布森船长 RN
- 1843年12月26日－1845年11月17日：費茲萊，又譯罗伯特·菲茨罗伊船长 RN
- 1845年11月18日－1847年12月31日：葛芮，又譯乔治·格雷船长

头衔： 首席长官（Governor-in-Chief）
- 1848年1月1日－1853年3月7日：葛芮，又譯乔治·格雷爵士 KCB

头衔： 新西兰总督（Governor of New Zealand）
- 1853年3月7日－1853年12月31日：葛芮，又譯乔治·格雷爵士 KCB
- 1855年9月6日－1861年10月2日：白朗尼，又譯托马斯·戈尔·布朗陆军上校 CB
- 1861年12月4日－1868年2月5日：葛芮，又譯乔治·格雷爵士 KCB
- 1868年2月5日－1873年3月19日：寶雲，又譯喬治·弗格森·鮑文 GCMG
- 1873年6月14日－1874年12月3日：費古森，又譯詹姆斯·弗格森爵士 Bt
- 1875年1月9日－1879年2月21日：乔治·菲普斯，诺曼比侯爵 GCB GCMG PC
- 1879年4月17日－1880年9月8日：羅賓遜，又譯夏喬士·羅便臣爵士 GCMG
- 1880年11月29日－1882年6月23日：葛爾敦，又譯亚瑟·汉密尔顿-戈登爵士 GCMG
- 1883年1月20日－1889年3月22日：陆军中将澤維士爵士 GCMG CB
- 1889年5月2日－1892年2月24日：安適羅，昂斯洛伯爵 GCMG
- 1892年6月7日－1897年2月6日：葛斯高，格拉斯哥伯爵 GCMG
- 1897年8月10日－1904年6月19日：阮富利，兰夫利伯爵 GCMG
- 1904年6月20日－1910年6月7日：畢倫克，普伦基特勋爵 GCMG KCVO

### 自治領時期
- 1910年6月22日－1912年12月2日：伊陵頓，又譯伊斯灵顿勋爵 GCMG
- 1912年12月19日－1917年6月27日：利發浦，又譯利物浦伯爵 GCMG MVO PC

头衔改为: Governor-General of New Zealand，中文譯名不變
1. 1917年6月28日－1920年7月7日：利發浦，又譯利物浦伯爵 GCMG MVO PC
2. 1920年9月27日－1924年11月26日：賈利高，又譯杰利科子爵 GCB OM GCVO
3. 1924年12月13日－1930年2月8日：費古遜，又譯查尔斯·弗格森爵士 Bt GCMG KCB DSO MVO
4. 1930年3月19日－1935年3月15日：畢迪魯，又譯布雷的斯罗勋爵 GCMG KBE PC
5. 1935年4月12日－1941年2月3日：高爾威，又譯加尔维子爵 GCMG DSO OBE PC
6. 1941年2月22日－1946年4月19日：尼華爾，又譯空军元帅西里尔·内维尔爵士 GCB OM GCMG CBE AM
7. 1946年6月17日-1952年8月15日: 費瑞普，又譯陆军中将弗赖伯格勋爵
8. 1952年12月2日- 1957年7月25日羅芮，又譯陆军中将诺里勋爵
9. 1957年9月5日- 1962年9月13日柯普涵，又譯科巴姆子爵
10. 1962年11月9日- 1967年10月2日 福古遜，又譯陆军准将伯纳德·弗格森爵士
11. 1967年12月1日- 1972年9月7日柏瑞特，又譯阿瑟·波里特爵士[a]
12. 1972年9月27日-1977年10月5日畢倫岱，又譯丹尼斯·布伦德尔爵士
13. 1977年10月26日- 1980年10月27日賀理育，又譯基思·霍利约克爵士
14. 1980年11月6日-1985年11月10日畢艾提，又譯戴维·贝蒂爵士
15. 1985年11月20日- 1987年1月1日利維時，又譯保罗·里夫斯爵士

### 主權國家時期
| No. | 姓名                                | 肖像 | 上任日         | 離任日         | 任命君主 |
| --- | ----------------------------------- | ---- | -------------- | -------------- | -------- |
| 15  | 利維時，又譯保罗·里夫斯爵士         |      | 1987年1月1日   | 1990年11月29日 |          |
| 16  | 荻莎得，又譯凯瑟林·蒂泽德女爵士     |      | 1990年12月13日 | 1996年3月3日   |          |
| 17  | 柏宣士，又譯迈克尔·哈迪·博伊斯爵士  |      | 1996年3月21日  | 2001年3月21日  |          |
| 18  | 卡華蒂，又譯西尔维亚·卡特赖特女爵士 |      | 2001年4月4日   | 2006年8月4日   |          |
| 19  | 阿南德·萨蒂亚南德爵士               |      | 2006年8月23日  | 2011年8月23日  |          |
| 20  | 傑瑞·馬特巴瑞爵士                   |      | 2011年8月31日  | 2016年8月31日  |          |
| 21  | 帕齊·雷迪女爵士                     |      | 2016年9月28日  | 2021年10月21日 |          |
| 22  | 辛迪·基罗女爵士                     |      | 2021年10月21日 | 现任           |          |